# Campo Novo do Parecis
Campo Novo do Parecis là một đô thị thuộc bang Mato Grosso, Brasil. Đô thị này có diện tích 9448,384 km², dân số năm 2007 là 22258 người, mật độ 2,36 người/km².